# قائمة الأدوية النفسية
هذه قائمة للأدوية النفسية التي يستخدمها الأطباء النفسيون وغيرهم من الأطباء لعلاج الأمراض العقلية أو الاضطرابات النفسية مرتبة أبجديا.
- القائمة ليست شاملة.
- الأدوية مائلة الشكل هي أسماء تجارية.
- لا يتم استخدام جميع الأدوية المدرجة بانتظام في جميع البلدان.

## أ
إسيتالوبرام  · 
إسيتالوبرام  · 
إيميبرامين  · 
أتوموكسيتين  · 
أريبيبرازول  · 
ألبرازولام  · 
أمانتادين  · 
أمفيتامين  · 
أميتربتيلين  · 
أوكسازيبام  · 
أولانزابين  · 
آديرال

## ب
باروكسيتين  · 
باكلوفين  · 
بروميثازين  · 
بريغابالين  · 
بوبروبيون  · 
بوسبيرون  · 

## ت
ترازودون  · 
ترامادول  · 
ترانيلسيبرومين  · 
تريميبرامين

## ح
حمض الفالبرويك

## د
دروبيريدول  · 
دوكسيبين  · 
ديازيبام  · 
ديسلفيرام  · 
ديكستروامفيتامين

## ر
ريسبيريدون

## ز
زوبيكلون  · 
زولبيديم  · 
زيبراسيدون

## س
سلبيريد  · 
سيتالوبرام  · 
سيرترالين

## ع
علاج بالليثيوم

## غ
غابابنتين

## ف
فلوبينتكسول  · 
فلوفينازين  · 
فلوكسيتين  · 
فنلافاكسين  · 
فينيتوين  · 
فينيلزين

## ك
كابرجولين  · 
كاربامازيبين  · 
كالسيوم كاربيمايد  · 
كربونات الكالسيوم  · 
كلوربرومازين  · 
كلورديازبوكسيد  · 
كلوريد الروبيديوم  · 
كلوزابين  · 
كلوميبرامين  · 
كلونازيبام  · 
كويتيابين

## ل
لاموتريجين  · 
لورازيبام

## م
مودافينيل  · 
موكلوبيميد  · 
ميثادون  · 
ميثامفيتامين  · 
ميثيل فينيدات  · 
ميرتازابين

## ن
نالتريكسون  · 
نيترازيبام  · 
نيفيديبين

## هـ
هالوبيريدول  · 
هيدرات الكلورال